# Kastal (Turm)

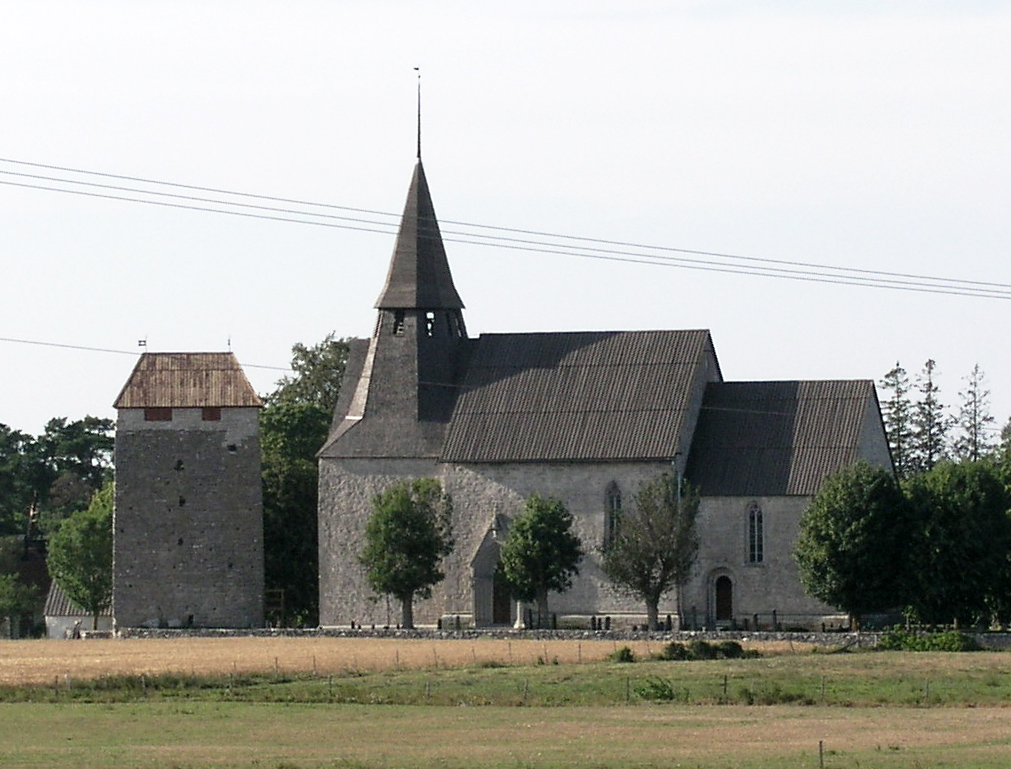
Kirche von Gammelgarn mit Kastal

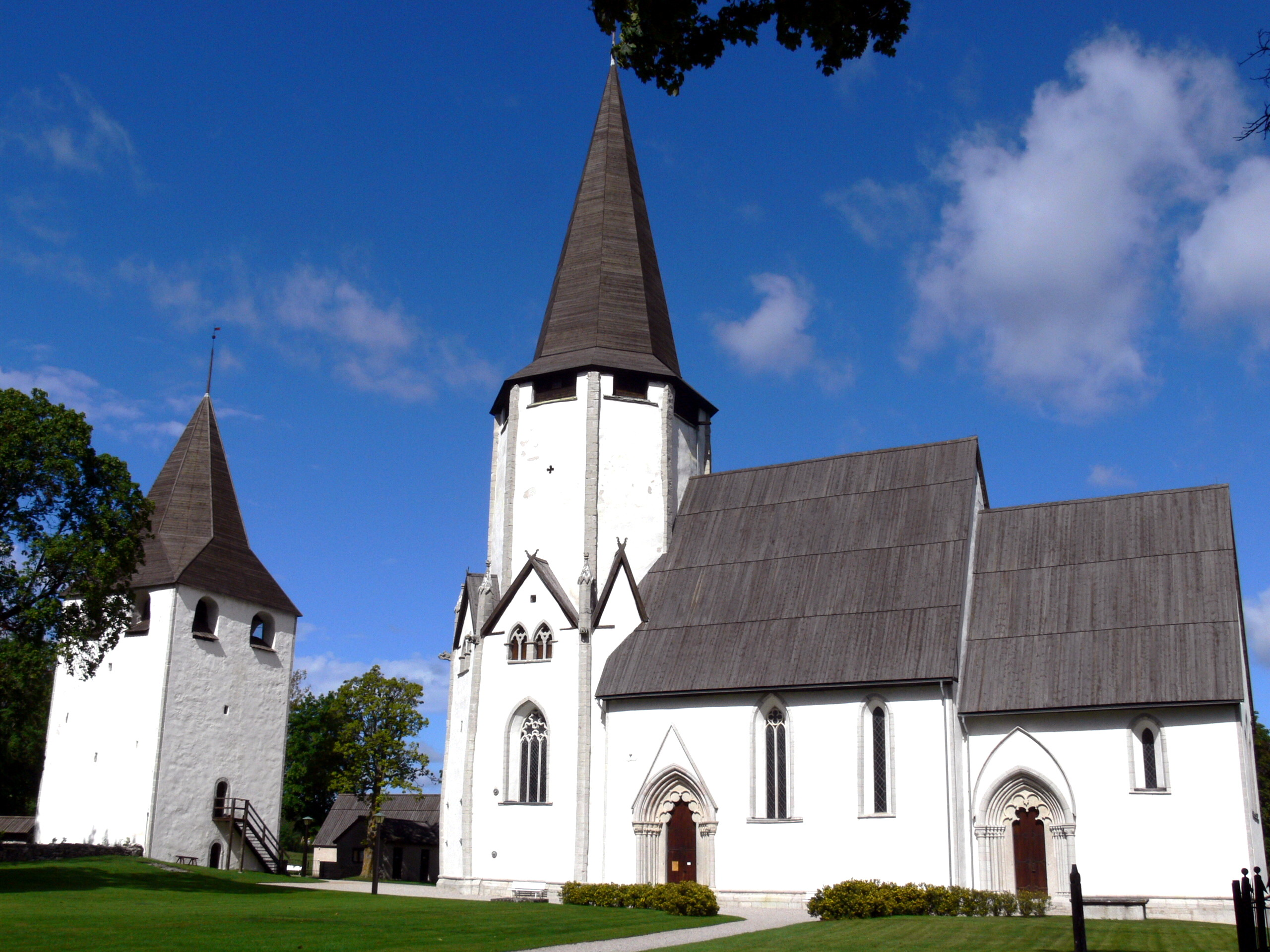
Kirche und Kastal von Lärbro

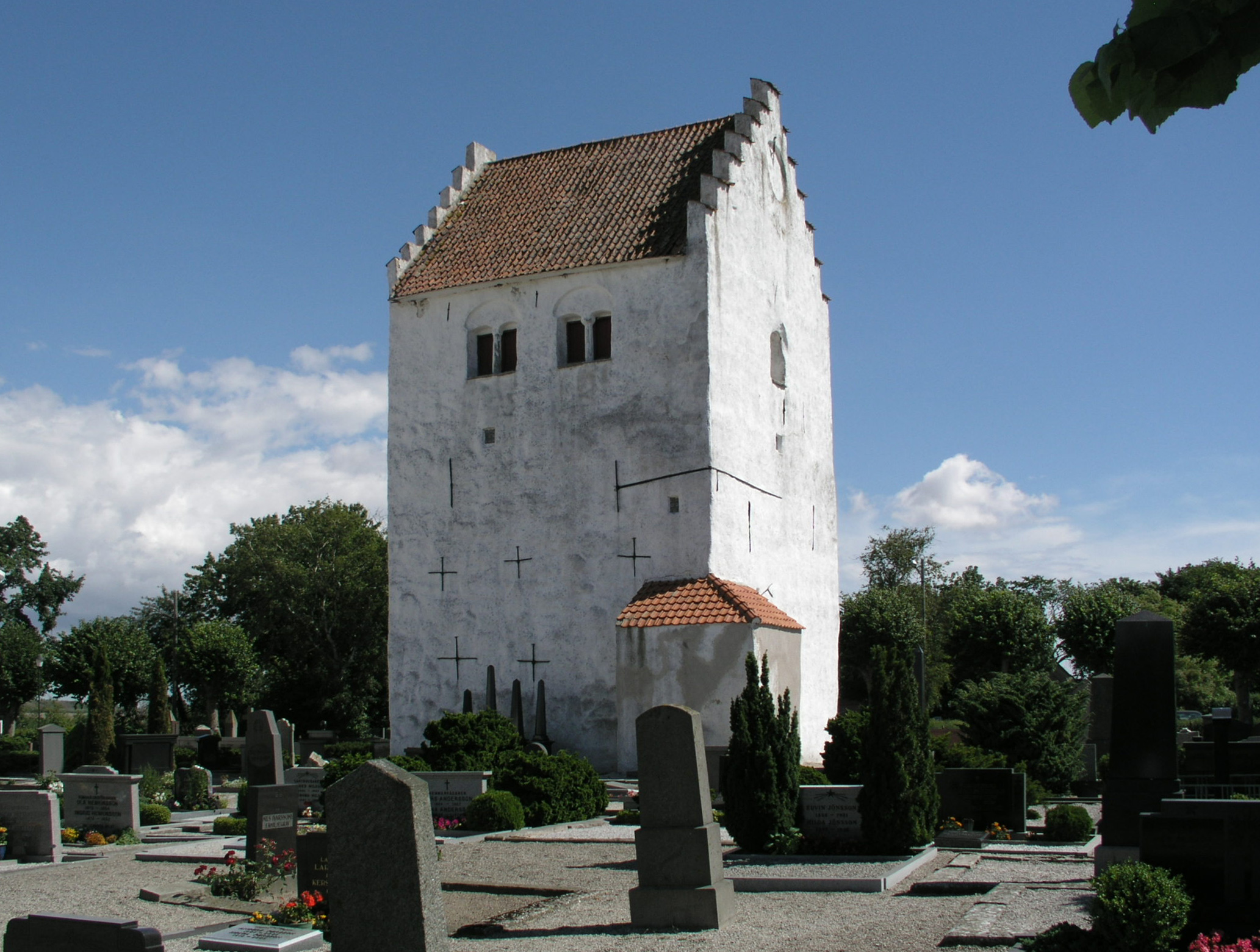
Der Kastal der Kirche von Valleberga

Ein Kastal bezeichnet in Schweden einen mittelalterlichen, freistehenden, in unmittelbarer Nähe einer Kirche errichteten Verteidigungs- oder Wachturm (Wehrturm) aus Stein. Das Wort leitet sich von Kastell ab.
Erste Türme dieser Art wurden ab dem 12. Jahrhundert vor allem auf der Ostseeinsel Gotland, aber auch auf dem schwedischen Festland errichtet. Kastale sind drei bis vier Stockwerke hoch und wurden meist quaderartig, aber auch als Rundtürme erbaut. Einige Türme wurden zu Burgen ausgebaut, wie etwa Schloss Kalmar.
Auf Gotland sind Kastale bei drei Kirchen erhalten:
- Kirche von Gammelgarn
- Kirche von Lärbro
- Kirche von Sundre

Darüber hinaus existieren Überreste bei folgenden Kirchen:
- Kirche von Fröjel
- Kirche von Gothem
- Kirche von Hamra
- Kirche von Lau
- Kirche von Öja
- Kirche von Västergarn

Auf dem schwedischen Festland gibt es die Kastale:
- Kirche von Brunflo (Jämtlands län)
- Kirche von Fellingsbro (Örebro län)
- Kirche von Harmånger (Gävleborgs län)
- Kirche von Löderup (Skåne län)
- Kirche von Valleberga (Skåne län)